# هوسییس
هوسییس (به اسپانیایی: Husillos) یک شهرستان در اسپانیا است که در استان پالنسیا واقع شده‌است.

## خصوصیات
هوسییس ۱۶ کیلومترمربع مساحت و ۲۰۸ نفر جمعیت دارد.